# Ye Qiuyu
Ye Qiuyu (chino:叶秋语;; nació el 29 de noviembre de 1999) es una jugadora de tenis china.
Su mejor clasificación en la WTA fue la número 495 del mundo, que llegó el 15 de junio de 2015. En dobles alcanzó número 96 del mundo, que llegó el 13 de noviembre de 2017. Hasta la fecha, no ha ganado en individual títulos pero si en dobles en el ITF tour.

## Títulos WTA 125s
| Leyenda  | Individuales | Dobles |
| -------- | ------------ | ------ |
| WTA 125s | 0            | 0      |

### Dobles (0)

#### Finalista (1)
| N.º | Fecha                    | Torneos | Superficie | Pareja    | Oponentes              | Resultado           |
| --- | ------------------------ | ------- | ---------- | --------- | ---------------------- | ------------------- |
| 1.  | 10 de septiembre de 2017 | Dalian  | Dura       | Guo Hanyu | Lu Jingjing You Xiaodi | 6-7(2), 6-4, [5-10] |